# Adolf von Jagow
Adolf (Adolph) Friedrich Wilhelm von Jagow (* 22. März 1811 in Krüden; † 9. März 1881 in Berlin) war ein preußischer Kammerherr.

## Leben

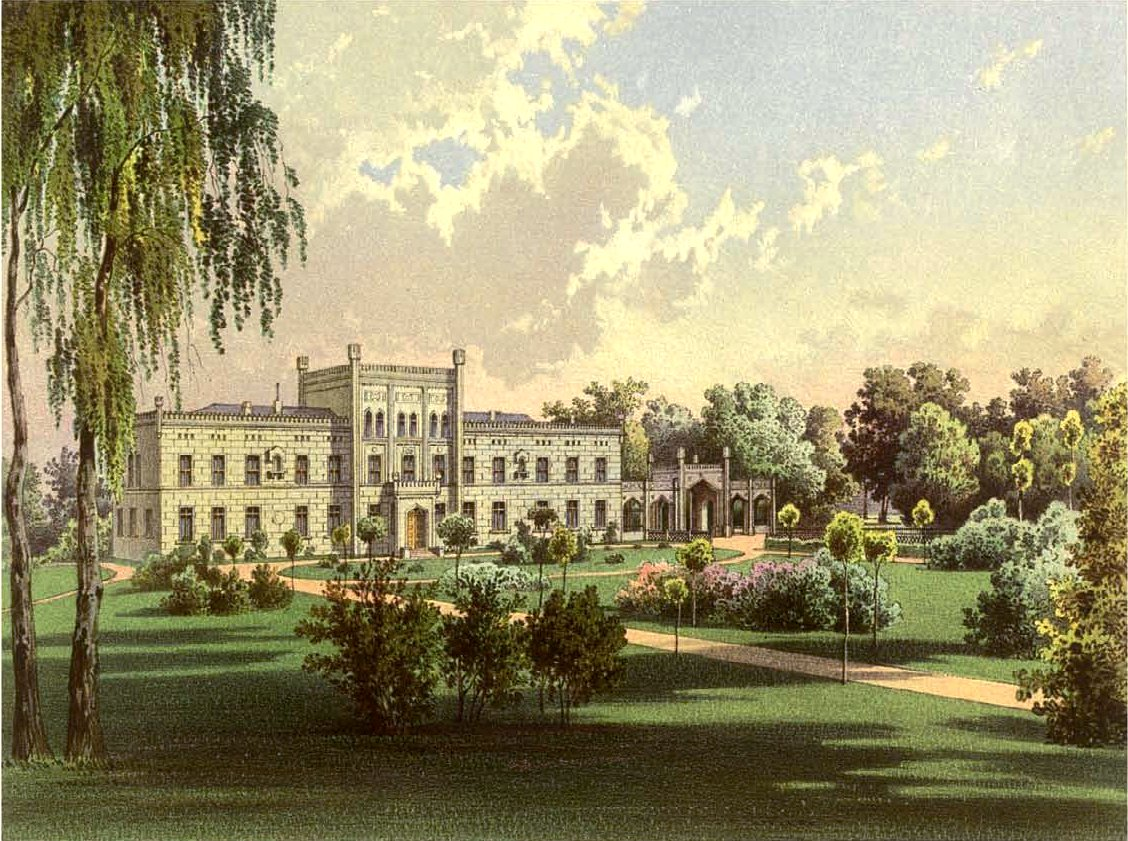
Schloss Krüden um 1873, Sammlung Alexander Duncker

Adolf von Jagow entstammt dem Adelsgeschlecht von Jagow und war ein Sohn des Hauptmanns Christoph Friedrich von Jagow (1780–1839), ein Bruder von Friedrich Wilhelm von Jagow, und Louise, geborene Schultz, (1785–1859). 1935 studierte er in Greifswald. 1837 wurde er zum Schiedsmann des sechsten Bezirkes im landrätlichen Kreis Osterburg gewählt. Später wurde er Kreisausschussmitglied und im Wahlverband der größeren ländlichen Grundbesitzer Kreistagsmitglied für den Kreis Osterburg.
1844 folgte die Ernennung von Jagow zum Kammerherrn, und 1873 erhielt er das Ritterkreuz des Hohenzollernschen Hausordens verliehen. Er war Herr auf Krüden, Krüden-Aulosen, Klein Kapermoor, Stresow und mit Gehrhof und Gerichsee, Herr über zwei landtagsfähige Rittergüter. Zudem war er Deichhauptmann für Krüden und wurde im Jahr 1853 Mitglied im Gesellschaftsausschuss der Magdeburg-Wittenbergeschen Eisenbahn.
1860 ließ Adolf von Jagow das Herrenhaus Krüden, welches aus der Zeit um 1700 datiert, im Tudorstil umbauen. Vom 15. November bis 16. November 1869 richtete er für den späteren deutschen Kaiser Wilhelm I. eine Fasanenjagd im Forstrevier Garbe aus und war Gastgeber auf dem Herrenhaus Krüden. Zum Gefolge gehörten u. a. der Oberpräsident der Provinz Sachsen Hartmann von Witzleben, der General der Infanterie Gustav von Alvensleben, der Flügeladjutant Eduard von Steinaecker und Oberstleutnant Armand von Lucadou. Mit seinem Anteil am Forstrevier Garbe – die restlichen Teile waren im Besitz der von Jagow auf Pollitz und von Jagow auf Aulosen – war er an der „besten Fasanerie Deutschlands“ beteiligt.
Adolf von Jagow war nicht verheiratet und hatte keine Nachfahren. Ihm folgte Matthias Wilhelm Ludwig Friedrich Karl von Jagow (1838–1919), Sohn von Friedrich Wilhelm von Jagow, wird 1900 als Herr von Krüden, Gehrhof, Biesehof, Gerichsee, Klein Kapermoor und Stresow verzeichnet, was somit die Regelung der Erbfolge neu konzipierte. Erbansprüche bestanden nachmals an die Nachkommen der Sophie von Jagow (1803–1871), verheiratete Gräfin Schlieffen-Schlieffenberg. Wilhelm von Jagow war also als Nachfolger Gutsherr auf mehreren Gütern in der preußischen Provinz Sachsen, wobei einige Besitzungen verpachtet blieben.